# 越州
越州，中国古代的州，中心在今浙江省绍兴市。
隋朝大业元年（605年）改吴州置越州，治所在会稽县（在今浙江省绍兴市）。辖区约今浙江省浦阳江（义乌除外）、曹娥江流域及余姚市地。大业二年（606年）为会稽郡。唐朝武德四年（621年）复置越州，天宝元年（742年）又为会稽郡，乾元元年（768年）复为越州。为浙东观察使治。以越窑产秘色窑瓷器著名，为宫廷玩物，青瓷中的绝品。有盛产绫罗等丝织物。户九万二百七十九，口五十二万九千五百八十九。下领七县：会稽县、山阴县、诸暨县、余姚县、剡县、萧山县、上虞县。
五代十国时，为吴越国所辖，称为东府，根据出土墓志吴越后期称越州为会稽府。北宋统一吴越后，仍称越州。南宋绍兴元年（1131年）升为绍兴府。
日本福井縣與新潟縣在古代也稱為越州。
| 唐朝越州辖县 | 唐朝越州辖县                                                 |
| ------------ | ------------------------------------------------------------ |
| 618年        | 会稽县、句章县、剡县、诸暨县                                 |
| 621年        | 会稽县、诸暨县（剡县改属嵊州；句章县改属鄞州）               |
| 624年        | 会稽县、诸暨县（新设山阴县，余姚县来属）                     |
| 625年        | 会稽县、诸暨县、余姚县（废除山阴县，剡县、鄮县来属）         |
| 677年        | 会稽县、诸暨县、余姚县、剡县、鄮县（新设永兴县）             |
| 686年        | 会稽县、诸暨县、余姚县、剡县、鄮县、永兴县（重设山阴县）     |
| 738年        | 会稽县、诸暨县、余姚县、剡县、永兴县、山阴县（鄮县改属明州） |
| 742年        | 会稽县、诸暨县、余姚县、剡县、永兴县（改为萧山县）、山阴县   |
| 767年        | 会稽县、诸暨县、余姚县、剡县、萧山县（废除山阴县）           |
| 772年        | 会稽县、诸暨县、余姚县、剡县、萧山县（重设山阴县）           |
| 785年        | 会稽县、诸暨县、余姚县、剡县、萧山县、山阴县（新设上虞县）   |
| 812年        | 会稽县、诸暨县、余姚县、剡县、萧山县、上虞县（废除山阴县）   |
| 815年        | 会稽县、诸暨县、余姚县、剡县、萧山县、上虞县（重设山阴县）   |

## 刺史
唐朝越州刺史
- 庞玉（621年）
- 李嘉（622年—623年）
- 哥舒某（623年）
- 左游仙（623年）
- 阚棱（623年—624年）
- 李大亮（624年—627年）
- 田德平（633年）
- 冯大恩（635年）
- 李文暕（贞观年间）
- 齐善行（643年）
- 王奉慈（651年）
- 德方（654年）
- 段宝玄（658年）
- 唐同仁（661年）
- 刘伯英（666年—668年）
- 李孝逸（670年）
- 李孝廉（678年）
- 崔承福（683年）
- 李思贞（684年）
- 郭齐宗（684年）
- 杨玄节（685年）
- 李奇容（686年）
- 豆卢钦望（692年）
- 钱节（697年）
- 蔡德让（701年）
- 窦怀贞（704年）
- 皇甫粹（武周时）
- 秦休（武周时）
- 朱某（神龙之前）
- 庞贞素（705年）
- 张合愍（706年）
- 胡元礼（706年）
- 姚崇（707年）
- 杨祗本（708年）
- 尹正义（709年）
- 王希隽（710年）
- 徐孟尝（先天年间）
- 王子麟（714年）
- 桓臣範（715年）
- 王英（开元年间）
- 李澄（开元年间）
- 皇甫忠（722年）
- 郑休远（723年）
- 辛子言（725年）
- 何凤（728年—731年）
- 张涗（732年—733年）
- 裴鼎（733年—734年）
- 元彦冲（734年—738年）
- 敬诚（738年—739年）
- 会稽郡太守（742年—758年）
- 独孤峻（758年—759年）
- 吕延之（759年）
- 赵良弼（760年）
- 杜鸿渐（760年—761年）
- 王玙（761年—762年）
- 员锡（762年，未任）
- 殷日用（762年，未任）
- 薛兼训（762年—770年）
- 陈少游（770年—773年）
- 皇甫温（774年—776年）
- 崔昭（776年—779年）
- 王密（779年—786年）
- 元亘（786年—787年）
- 皇甫政（787年—797年）
- 李若初（797年—798年）
- 裴肃（798年—802年）
- 贾全（802年—805年）
- 杨于陵（805年—807年）
- 阎济美（807年）
- 薛苹（808年—810年）
- 李逊（810年—814年）
- 孟简（814年—817年）
- 薛戎（817年—821年）
- 丁公著（821年—823年）
- 元稹（823年—829年）
- 陆亘（829年—833年）
- 李绅（833年—835年）
- 高铢（835年—839年）
- 李道枢（839年）
- 萧俶（839年—842年）
- 李师稷（842年—844年）
- 元晦（845年—847年）
- 杨汉公（847年—848年）
- 李拭（848年）
- 李褒（849年—852年）
- 李讷（852年—855年）
- 沈询（766年—769年）
- 郑宪（855年—858年）
- 郑处晦（858年—859年）
- 郑祗德（859年—860年）
- 王式（860年—862年）
- 郑裔绰（862年—863年）
- 杨严（864年—867年）
- 王沨（867年—870年）
- 李绾（870年—872年）
- 王龟（872年—874年）
- 裴延鲁（874年—876年）
- 崔璆（877年—879年）
- 柳瑫（879年—880年）
- 刘汉宏（880年—886年）
- 董昌（886年—896年）
- 王搏（896年，未任）
- 王伋

吴越国越州刺史
- 钱镠（896年—928年，吴越王兼领）
- 成及（907年—913年，节度副使）
- 钱传瓘（914年—920年，安抚）
- 皮光业（921年—931年，观察使）
- 皮光业（932年—937年，知府事）
- 钱传瓘（923年—927年，留后）
- 钱元瓘（928年—941年，吴越王兼领）
- 錢弘佐（941年—947年，吴越王兼领）
- 錢弘倧（947年—948年，吴越王兼领）
- 钱弘儇（937年—939年，安抚）
- 钱弘儇（940年—941年，观察）
- 钱仁俊（942年—944年，安抚）
- 钱弘倧（944年—946年，安抚）
- 錢弘俶（948年—969年，吴越王兼领）
- 钱弘儇（947年—950年，安抚）
- 钱弘仪（950年—956年，安抚）
- 钱弘仪（958年—971年，安抚）
- 钱惟濬（969年—978年）
- 钱弘仪（972年—978年，观察）

北宋知越州
- 毕士安（978年）
- 李准（978年—980年）
- 李孝连（980年—982年）
- 高适（983年—985年）
- 江正（986年—989年）
- 韩智周（989年—990年）
- 韩崇训（990年）
- 卢文正（991年）
- 封遂成（992年）
- 王炳（993年—995年）
- 郭异（995年）
- 元圮（996年—998年）
- 冯励（998年—999年）
- 裴庄（1000年—1002年）
- 康戬（1002年—1004年）
- 王励（1005年—1008年）
- 张巽（1008年—1010年）
- 王贽（1010年）
- 李遹（1011年—1013年）
- 皇甫选（1013年—1014年）
- 杨侃（1015年—1016年）
- 陈靖（1017年）
- 高绅（1017年—1018年）
- 卢幹（1018年—1019年）
- 任布（1020年—1021年）
- 燕肃（1021年—1022年）
- 谢涛（1022年—1025年）
- 尹锡（1026年）
- 宋可观（1026年—1027年）
- 成悦（1028年—1030年）
- 苏寿（1031年—1032年）
- 陈覃（1033年—1034年）
- 叶参（1034年）
- 赵贺（1035年）
- 李照（1035年—1036年）
- 蒋堂（1036年—1037年）
- 郎简（1037年—1039年）
- 范仲淹（1039年—1040年）
- 陆轸（1040年—1042年）
- 向传式（1042年）
- 杨偕（1043年）
- 晁宗简（1044年）
- 马绛（1044年—1046年）
- 陈亚（1046年—1048年）
- 富严（1048年—1050年）
- 杨紘（1051年）
- 魏瓘（1051年—1052年）
- 王逵（1052年—1053年）
- 李兑（1054年—1056年）
- 许元（1056年—1057年）
- 张友直（1057年—1059年）
- 刁约（1060年）
- 沈遘（1061年—1062年）
- 张伯玉（1063年—1064年）
- 施昌言（1064年）
- 章岷（1065年—1067年）
- 朱肱（1067年）
- 陈升之（1067年）
- 鞠真卿（1068年）
- 元绛（1068年）
- 邵亢（1068年—1069年）
- 沈立（1070年—1071年）
- 孔延之（1071年—1072年）
- 钱公辅（1072年）
- 谢景温（1073年—1074年）
- 张讽（1074年）
- 赵抃（1074年—1077年）
- 程师孟（1077年—1079年）
- 丁竦（1079年—1080年）
- 郑穆（1081年—1083年）
- 梁彦明（1084年）
- 穆珣（1085年—1086年）
- 黄履（1086年—1087年）
- 章楶（1087年）
- 张询（1088年）
- 章惇（1088年）
- 熊本（1088年）
- 钱勰（1088年—1090年）
- 蔡卞（1091年、1093年）
- 杨汲（1092年—1094年）
- 章衡（1094年—1095年）
- 张修（1095年—1096年）
- 邵材（1096年）
- 翟思（1097年—1098年）
- 吕升卿（1099年）
- 上官均（1099年—1100年）
- 张琬（1100年）
- 章惇（1100年）
- 翟思（1101年）
- 邵材（1101年）
- 丰稷（1102年）
- 邹浩（1102年）
- 周常（1102年）
- 宇文昌龄（1102年—1104年）
- 詹文（1104年）
- 王资深（1105年）
- 蒋静（1107年）
- 强渊明（1109年）
- 方会（1108年—1113年）
- 李图南（1113年）
- 吕益柔（1113年—1114年）
- 王仲嶷（1114年—1116年）
- 林攄（1118年—1120年）
- 刘韐（1120年—1122年）
- 章綡（1122年—1123年）
- 宋昭年（1123年）
- 张汝舟（1123年）
- 郑可简（1125年）
- 李邴（1125年—1126年）
- 翟汝文（1126年—1127年）